# Ashaqlun
Ashaqlun, auch Ashaqlūn geschrieben, ist ein manichäischer Dämon, der in der Apokalypse des Adam im Zusammenhang mit der Erschaffung von Adam und Eva genannt wird.

## Beschreibung
Ashaqlun ist der Sohn des Königs der Finsternis. Seine Gemahlin ist Namrael oder Nebroel. Angeblich erschufen sie das erste Menschenpaar, Gehmurd (Erster Mensch=Adam) und Murdiyanag (Mutter des Lebens=Eva). Ashaqlun sagte zu den Missgebildeten:

„Bring me your sons and daughters; come, give me some of the Light we have taken; it is I who will make for you a form like what you have seen, which is the first man (not the heavenly first man).“

„Bringt mir eure Söhne und Töchter; kommt, gebt mir etwas von dem Licht das wir genommen haben; Ich bin es, der für euch eine Form erschaffen wird, derart wie ihr sie gesehen habt, die der erste Mensch ist (nicht der himmlische erste Mensch)“

Nun brachten sie ihre Kinder zu ihm und er verspeiste die Knaben und gab die Mädchen seiner Gemahlin, um sich an deren „Lebenslichtern“ zu nähren. Anschließend vereinigten sich die beiden und Nebroel wurde schwanger. Sie gebar einen Sohn, dem sie den Namen „Adam“ gab. Anschließend wurde sie erneut schwanger und gebar eine Tochter, die den Namen Eva erhielt.